# Temuera Morrison
Temuera Morrison (Rotorua, Illa del Nord, 26 de desembre de 1960) és un actor neozelandès d'ascendència maori. El seu primer paper important va ser en Once Were Warriors, pel·lícula neozelandesa de Lee Tamahori, premiada en diversos festivals internacionals. És més conegut per ser Jango Fett en les noves pel·lícules de Star Wars.

## Primera vida
Morrison va néixer el 26 de desembre de 1960 a la ciutat de Rotorua, a l'illa nord de Nova Zelanda. És fill de Hana Morrison (de soltera Stafford) i de la músic Laurie Morrison. És maori, de Te Arawa (Ngāti Whakaue) i tainui (Ngāti Maniapoto, Ngāti Rarua) whakapapa, i també té ascendència escocesa i irlandesa. La seva germana era l'intèrpret Taini Morrison i el seu oncle era el músic Sir Howard Morrison. La seva educació secundària va tenir lloc a Wesley College, Auckland, i Western Heights High School, Rotorua.

## Carrera
El seu primer paper protagonista va ser a Once Were Warriors (1994), pel·lícula neozelandesa de Lee Tamahori, premiada en diversos festivals internacionals. A més, és conegut pel seu paper com Jango Fett a Star Wars: Episode II - Attack of the Clones (2002) i com el Comandant Cody a Star Wars: Episode III - Revenge of the Sith. El 2018 va aparèixer a la pel·lícula Aquaman, en el paper del pare del protagonista.
El 2020 apareix a la sèrie The Mandalorian, de Disney+, al paper de Boba Fett, fill clonat del personatge que ja havia interpretat a les pel·lícules de Star Wars, Jango Fett. El 2022, de la mà de Disney +, va sortir la mini sèrie protagonitzada per ell: The Book of Boba Fett.

## Filmografia

### Pel·lícula
| Curs | Títol                                          | Rol                        | Notes                                                              |
| ---- | ---------------------------------------------- | -------------------------- | ------------------------------------------------------------------ |
| 1972 | La captura de Rangi                            | Rangi                      |                                                                    |
| 1984 | Altres meitats                                 | Toni                       |                                                                    |
| 1988 | Mai digues morir                               | Alf Winters                |                                                                    |
| 1988 | Mauri                                          | Jove policia               |                                                                    |
| 1990 | El Grasscutter                                 | Sergent Harris             | pel·lícula de televisió                                            |
| 1994 | Una vegada van ser guerrers                    | Jake 'The Muss' Heke       |                                                                    |
| 1996 | Filferro de pues                               | Axel Hood                  |                                                                    |
| 1996 | L'illa del doctor Moreau                       | Azazello                   |                                                                    |
| 1996 | Anglès trencat                                 | Manu                       |                                                                    |
| 1996 | Petites mentides sense importància             | Tim                        | també conegut com White Lies                                       |
| 1996 | Nen Assotant                                   | Jack                       | pel·lícula de televisió                                            |
| 1997 | Velocitat 2: Control de creuer                 | Primer company Juliano     |                                                                    |
| 1998 | Sis dies, set nits                             | Jager                      |                                                                    |
| 1999 | Què passa amb el cor trencat?                  | Jake 'The Muss' Heke       | Seqüela de Once Were Warriors                                      |
| 1999 | Del capvespre a l'alba 3: La filla del penjat  | Maurici / El penjat        | Directe a vídeo                                                    |
| 2000 | Límit vertical                                 | Major Rasul                |                                                                    |
| 2001 | Terra Torcida                                  | Will Bastió                |                                                                    |
| 2001 | Ihaka: Instrument contundent                   | Tito Ihaka                 | pel·lícula de televisió                                            |
| 2002 | Star Wars: Episodi II - L'atac dels clons      | Jango Fett, Tropa Clon     | Només per a la veu de clon trooper (interpretada per Bodie Taylor) |
| 2004 | El Bell País                                   | Cap de serp                |                                                                    |
| 2004 | Nabiu                                          | Runi                       | també conegut com Renegade                                         |
| 2004 | L'Imperi Contraataca                           | Boba Fett                  | veu; Versió en DVD                                                 |
| 2005 | Star Wars: Episodi III - La venjança dels Sith | Comandant Cody, Tropa Clon | Rols de clons compartits amb Bodie Taylor                          |
| 2005 | River Queen                                    | Te Kai Po                  |                                                                    |
| 2005 | L'heroi reticent                               | Narrador                   | pel·lícula de televisió; documental                                |
| 2008 | Pluja dels Nens                                | Rua Kenana                 | Documental                                                         |
| 2009 | El viatge immortal del capità Drake            | Don Sandovate              | pel·lícula de televisió                                            |
| 2009 | Retiro de Parelles                             | Briggs                     |                                                                    |
| 2009 | La Marina 2                                    | Damo                       | Directe a vídeo                                                    |
| 2010 | Seguidor                                       | Kereama                    |                                                                    |
| 2011 | Llanterna Verda                                | Abin Sur                   |                                                                    |
| 2012 | The Scorpion King 3: Battle for Redemption     | Rei Ramusan                | Directe a vídeo                                                    |
| 2012 | Carn fresca                                    | Hemi Crane                 |                                                                    |
| 2013 | Muntanya Sió                                   | Pare                       |                                                                    |
| 2016 | Mahana (El Patriarca)                          | L'avi Mahana               |                                                                    |
| 2016 | Objectiu dur 2                                 | Madden                     | Directe a vídeo                                                    |
| 2016 | El nen Osiris: ciència-ficció volum 1          | Alcaide Mourdain           |                                                                    |
| 2016 | Moana                                          | Cap Tui                    | veu                                                                |
| 2016 | Alba                                           | Wikkanak                   | pel·lícula de televisió                                            |
| 2018 | Ocupació                                       | Pere Bartlett              |                                                                    |
| 2018 | Aquaman                                        | Thomas Curry               |                                                                    |
| 2019 | The Brighton Miracle (pel·lícula)              | Eddie Jones                |                                                                    |
| 2019 | Dora i la ciutat perduda d'or                  | Powell                     |                                                                    |
| 2019 | Mosley                                         | Warfield                   |                                                                    |
| 2021 | Ocupació: Pluja                                | Pere Bartlett              |                                                                    |
| 2023 | El flaix                                       | Thomas Curry               | Post-producció                                                     |
| 2023 | Aquaman i el regne perdut                      | Thomas Curry               | Post-producció                                                     |

### Televisió
| Curs            | Títol                                   | Rol                                 | Notes                                                                     |
| --------------- | --------------------------------------- | ----------------------------------- | ------------------------------------------------------------------------- |
| 1986            | Cercadors                               | Selwyn Broadhead                    | 10 episodis                                                               |
| 1987            | Aventurer                               | Maru                                | 10 episodis                                                               |
| 1987–1990       | brillantor                              | Sean                                | Rol recurrent                                                             |
| 1990            | Tauró al parc                           | Maçó / Marc                         | Episodi: "Ten-Zero, Dingo"                                                |
| 1992–1995, 2008 | Carrer de Shortland                     | Dr. Hone Ropata                     | Paper principal                                                           |
| 1995            | Nova Zelanda en guerra                  | Narrador                            | Minisèrie documental                                                      |
| 2001–2002       | Mataku                                  | Presentador / Amfitrió              |                                                                           |
| 2005            | The Tem Show                            | Presentador / Amfitrió              | Talk show                                                                 |
| 2006            | Poble germà                             | A si mateix                         | veu; Episodi: "Coneix-me abans de perseguir-me"                           |
| 2011            | Spartacus: Gods of the Arena            | Doctora                             | Episodis: "Transgressions passades" i "Missio"                            |
| 2012            | Falta el Nadal                          | Jack TePania                        | veu; Especial de Nadal animat; precursor de la sèrie The Barefoot Bandits |
| 2013            | La vida i els temps de Temuera Morrison | A si mateix                         | Minisèrie documental                                                      |
| 2014            | Hora feliç                              | Presentador / Amfitrió              |                                                                           |
| 2015            | Els bandolers descalços                 | Jack TePania                        | veu; sèrie d'animació; paper principal 9 episodis                         |
| 2015            | Tatau                                   | Anaru Vaipiti                       | minisèrie; paper principal                                                |
| 2016            | Això és Piki                            | Bill Mercer                         |                                                                           |
| 2018            | Frontera                                | Te Rangi                            |                                                                           |
| 2020            | The Mandalorian                         | Boba Fett                           | 4 episodis                                                                |
| 2021            | Star Wars: Visions                      | Boba Fett                           | veu; Curtmetratge: Tatooine Rhapsody : doblatge en anglès                 |
| 2021–2022       | The Book of Boba Fett                   | Boba Fett                           | Paper principal, 6 episodis                                               |
| 2021–2022       | The Book of Boba Fett                   | Tropa Clon                          | Veu a l'episodi "Capítol 6: Del desert ve un estrany"                     |
| 2022            | Obi-Wan Kenobi                          | Jango Fett                          | material d'arxiu; "Part I"                                                |
| 2022            | Obi-Wan Kenobi                          | Soldat clon veterà de la 501a Legió | Cameu; "Part II"                                                          |
| TBA             | Cap de guerra                           |                                     | Pròxima minisèrie                                                         |

### Videojocs
| Curs | Títol                             | Rol                                                                                 | Notes                | Font |
| ---- | --------------------------------- | ----------------------------------------------------------------------------------- | -------------------- | ---- |
| 2002 | Star Wars: Caçador de recompenses | Jango Fett                                                                          | veu                  |      |
| 2004 | Star Wars: Battlefront            | Infanteria de la República / Oficial de la República                                | veu                  |      |
| 2005 | Star Wars: Republic Commando      | RC-1138 "Delta 38"                                                                  | veu                  |      |
| 2005 | LEGO Star Wars: El videojoc       | Jango Fett / Clone Troopers                                                         | veu; sense acreditar |      |
| 2005 | Star Wars: Battlefront II         | Boba Fett / Jango Fett / Oficial de la República 1 / Soldat clon retirat / Narrador | veu                  |      |
| 2006 | Star Wars: Empire at War          | Boba Fett                                                                           | veu                  |      |
| 2015 | Star Wars Battlefront             | Boba Fett                                                                           | veu                  |      |
| 2017 | Star Wars Battlefront II          | Boba Fett                                                                           | veu                  |      |